# ریموپروگین
ریموپروگین (انگلیسی: Rimoprogin) یک ماده ضدقارچ است.